# Zhelyu Zhelev

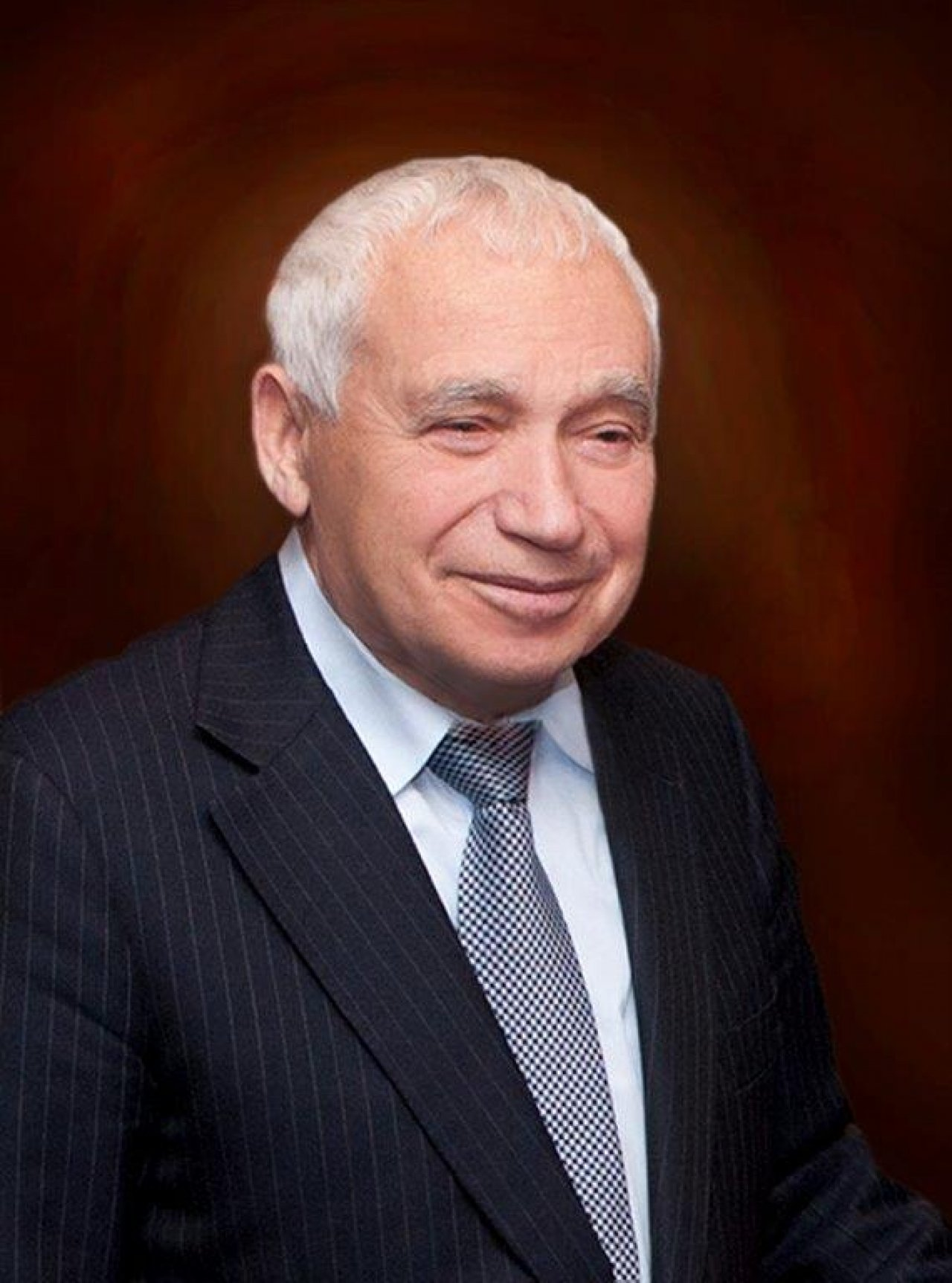

Zhelyu Mitev Zhelev (tiếng Bungaria: Желю Митев Желев) 3 tháng 3 năm 1935 - 30 tháng 1 năm 2015) là một chính trị gia người Bulgaria và là cựu bất đồng chính kiến, từng là tổng thống đất nước sau thời kỳ cộng sản đầu tiên của Bulgaria từ 1989 đến 1997, Zhelev là nhân vật nổi bật nhất của cách mạng Bulgaria 1989, kết thúc 35 năm cầm quyền của Tổng thống Todor Zhivkov. Là thành viên của Liên minh các lực lượng dân chủ, ông được bầu làm Chủ tịch bởi Đại hội đồng quốc gia lần thứ 7, và sau đó được người dân bầu trực tiếp vào năm 1992 trong cuộc bầu cử tổng thống Bulgaria với tư cách là tổng thống dân chủ đầu tiên của Bulgaria. Ông đã mất đề cử của đảng cho chiến dịch tái tranh cử năm 1996 sau khi thua cuộc đua chính khó khăn với Petar Stoyanov.